# Skiftet
Die Skiftet ist eine Fähre der finnischen Reederei Ålandstrafiken.

## Geschichte
Das Schiff wurde 1985 unter der Baunummer 360 auf der Werft Valmet Laivateollisuus in Turku für die finnische Schifffahrtsbehörde Merenkulkulaitos gebaut.
Die Fähre verkehrt wie auch die Gudingen zwischen Långnäs, Överö, Sottunga, Kökar und Galtby. Betrieben wird das Schiff von der Nordic Jetline Finland.

## Technische Daten und Ausstattung
Das Schiff wird von einem Wärtsilä-Vasa-Dieselmotor des Typs 12V 22B mit 1606 kW Leistung angetrieben. Das Schiff ist mit einem Bugstrahlruder ausgestattet.
Die Fähre verfügt über ein durchlaufendes Fahrzeugdeck mit drei Fahrspuren. Dieses ist über eine Bug- und eine Heckrampe zugänglich. Vor der Bugrampe befindet sich ein nach oben aufklappbares Bugvisier. Das Fahrzeugdeck ist im hintersten Bereich des Decks offen.
Unterhalb des Fahrzeugdecks befinden sich unter anderem der Maschinenraum und weitere technische Betriebsräume. Außerdem ist hier ein Aufenthaltsraum für Passagiere eingerichtet. Ein weiterer Aufenthaltsraum für Passagiere ist in den Decksaufbauten oberhalb des Fahrzeugdecks eingerichtet. Auf dem darüber liegenden Deck befinden sich Einrichtungen für die Schiffsbesatzung. Im hinteren Bereich der beiden Decks befinden sich jeweils offene Deckbereiche. Die Brücke des Schiffs befindet sich im vorderen Bereich der Decksaufbauten. Sie ist über die gesamte Breite geschlossen und geht zur besseren Übersicht etwas über die Schiffsbreite hinaus.
An Bord können 24 Pkw befördert werden. Es ist Platz für 200 Passagiere.